# Manfred Flegel
Manfred Flegel (* 3. Juni 1927 in Magdeburg; † 10. November 2018) war ein deutscher Politiker (NDPD). Er war Minister für Materialwirtschaft, Minister für Handel und Versorgung und stellvertretender Vorsitzender des Ministerrates der DDR.

## Leben
Flegel beantragte am 4. Februar 1944 die Aufnahme in die NSDAP und wurde zum 20. April desselben Jahres aufgenommen (Mitgliedsnummer 9.814.610). Er wurde 1945 zur Wehrmacht eingezogen und kam in US-amerikanische Kriegsgefangenschaft. Er besuchte bis 1947 die Oberschule und war danach Volontär bei der Industrie- und Handelskammer Magdeburg. Von 1948 bis 1952 studierte er Gesellschaftswissenschaften und Finanzökonomie in Rostock und Berlin.
Flegel trat 1948 der National-Demokratischen Partei Deutschlands (NDPD) bei. Von 1950 bis März 1990 war er Abgeordneter der Volkskammer, bis 1954 als Mitglied der Wirtschafts- und bis 1967 als Mitglied und Vorsitzender des Finanz- und Haushaltsausschusses. Zugleich war er 1953 bis 1959 Abteilungsleiter beim Parteivorstand der NDPD und bis 1990 Mitglied ihres Hauptausschusses, außerdem 1987 bis 1989 stellvertretender Parteivorsitzender.
Von November 1967 bis 1989 war er stellvertretender Vorsitzender des Ministerrates und 1971 bis 1974 Minister für Materialwirtschaft, danach bis 1989 Vorsitzender des Staatlichen Vertragsgerichtes.
Flegel war von 1959 bis 1964 Mitglied des Sekretariats des Präsidiums des Nationalrats der Nationalen Front. In der Regierung Modrow war Flegel Minister für Handel und Versorgung. 1990 ging er in den Vorruhestand. Nach dem Beitritt der NDPD zum Bund Freier Demokraten wurde Flegel dessen Mitglied und später Mitglied der FDP.
Flegel erhielt 1974 den Orden Banner der Arbeit, 1977 den Vaterländischen Verdienstorden und 1987 die Ehrenspange zum Vaterländischen Verdienstorden in Gold.
Manfred Flegel starb im Alter von 91 Jahren.

## Veröffentlichungen
- Die real existierende DDR. Ansichten eines Beteiligten. Berlin 2010.